# جاناتان جاگر
جاناتان جاگر (انگلیسی: Jonathan Jäger؛ زادهٔ ۲۳ مهٔ ۱۹۷۸) بازیکن فوتبال اهل فرانسه است.
از باشگاه‌هایی که در آن بازی کرده‌است می‌توان به باشگاه فوتبال لو آور، باشگاه فوتبال اف۹۱ دودلانژ، باشگاه فوتبال فرایبورگ، باشگاه فوتبال متس، و باشگاه فوتبال زاربروکن اشاره کرد.